# Nyncke Beekhuyzen
 (janvier 2019).
Si vous disposez d'ouvrages ou d'articles de référence ou si vous connaissez des sites web de qualité traitant du thème abordé ici, merci de compléter l'article en donnant les références utiles à sa vérifiabilité et en les liant à la section « Notes et références ».
Nyncke Beekhuyzen, née le 24 janvier 1980 à Amsterdam,, est une actrice néerlandaise.

## Filmographie

### Cinéma
- 2004 : Floris : La garde du corps
- 2005 : Gebroken Rood (nl) : Jonge Rita
- 2006 : Het woeden der gehele wereld (nl) : Judith Oberstein
- 2012 : Süskind : Hanna Süskind
- 2012 : Amstel : Eva
- 2015 : Je vriendin koopt een vis op de markt : Marie
- 2015 : Dede : Selma

### Téléfilms
- 2003-2006 : IC : Linda Ramirez
- 2004 : Gebroken rood (nl) : la jeune Rita
- 2006 : Spoorloos verdwenen (nl) : Brigitte de Zoete-Bos
- 2006-2007 : Lotte : Lotte Pronk
- 2008 : Julia's Tango (nl) : Frederique van der Meulen
- 2010 : Verborgen Gebreken (nl) : Alexandra de Haan
- 2012 : De Meisjes van Thijs (nl) : Pina
- 2013-2016 : fr'Moordvrouw : Merel Amezian
- 2013 : Flikken Maastricht : Yvette Bakker
- 2013-2016 : Danni Lowinski (nl) : Lieke Beers
- 2015 : Zwarte Tulp (nl) : Anja Kester
- 2015 : Kasper en de Kerstengelen : Jasmijn
- 2016-2017 : Petticoat (série télévisée) (nl) : Suzy
- 2016 : De mannen van dokter Anne (Le Journal de Meg ) : Non
- 2017 : TreurTeeVee (nl) : Claire
- 2017 : De mannen van dokter Anne (Le Journal de Meg ) : Catharina Vrijmoed
- 2017 :  De Begrafenis van de Verlegen Mens : La femme en costume
- 2018 : Zomer in Zeeland (nl) : Katy

## Théâtre
- 1996 : Love Songs
- 1999 : Verdi et Morto
- 2000 : Sneleten
- 2001 : Young Once
- 2002 : Open Huis
- 2002 : Venusvliegeval
- 2002 : Outrage au public (Publikumsbeschimpfung)
- 2003 : Meisjes zijn niks
- 2003 : Bruiloft
- 2004 : Een Zomerzotheid
- 2005 : De GVR
- 2007 : Sexual Perversity
- 2008-2009 : De Gebroeders Leeuwenhart
- 2011 : Stationsstraat 169huis
- 2011 : De Eetclub
- 2011 : Kunnen jullie mij thuisbrengen?
- 2012 : Shatzy
- 2013 : Wooohooo!
- 2013 : Kabaal & Liefde